# La Colline (film)
Pour les articles homonymes, voir La Colline.
Pour plus de détails, voir Fiche technique et Distribution.
La Colline est un film franco-belge réalisé par Denis Gheerbrant et Lina Tsrimova, sorti en 2022.

## Fiche technique
- Titre : La Colline
- Réalisation : Denis Gheerbrant et Lina Tsirmova
- Scénario : Denis Gheerbrant et Lina Tsrimova
- Photographie, son et montage : Denis Gheerbrant
- Sociétés de production : Pivonka - Naoko Films
- Pays de production :  France -  Belgique
- Genre : documentaire
- Durée : 77 minutes
- Dates de sortie : France - 21 mai 2022 (festival de Cannes) ; 12 avril 2023 (sortie nationale)

## Distinction

### Sélection
- Festival de Cannes 2022 : programmation ACID[1]

### Vidéo
- Entretien avec Denis Gheerbrant et Lina Tsrimova sur le site de L'Humanité, le 25 mai 2022